# Синеголовник альпийский
Синеголовник альпийский (лат. Eryngium alpinum) — травянистое растение рода Синеголовник семейства Зонтичные (Umbelliferae). Родина — Альпы, Юра и северо-западные Балканы.
Многолетнее растение высотой до 60 см с колючими листками длиной 8—15 см. Цветки имеют голубоватую или белую окраску, собраны в плотную головку длиной 4 см и диаметром 2 см. Снизу на соцветии расположено кольцо из прицветников (окраска — от белой до синей или фиолетовой).
Выращивается как декоративное растение ради бледных прицветников и для добавления контраста в сады.